# Броенична змия
Броеничната змия, още Дабоя (отровница) на Ръсел или само Дабоя (Daboia russelii), е вид пепелянка от семейството на отровниците.
Най-разпространената змия в Южна Азия. Живее в близост до селищата в Индия и поради това е най-опасната змия за човека в световен мащаб.
Като причина за смърт, вследствие ухапване от змия, води класацията в световен мащаб, и е следвана по брой на смъртни случай от африканската шумяща пепелянка. Само в Индия половината смъртни случаи, в резултат от змийско ухапване, са от нея.
Характерна нейна особеност е триъгълната ѝ форма на главата.